# Reto Hollenstein
Reto Hollenstein (Frauenfeld, Frauenfeld, 22 d'agost de 1985) és un ciclista suís, professional des del 2008 fins al 2024.

## Palmarès

### Resultats al Giro d'Itàlia
- 2012. Abandona (13a etapa)
- 2019. 94è de la classificació general
- 2022. 129è de la classificació general

### Resultats al Tour de França
- 2014. No surt (17a etapa)
- 2015. 75è de la classificació general
- 2016. 97è de la classificació general
- 2017. 150è de la classificació general
- 2021. 136è de la classificació general

### Resultats a la Volta a Espanya
- 2018. 55è de la classificació general
- 2020. 72è de la classificació general